# Bamba (calçado)
Bamba foi uma marca de um tênis fabricado no Brasil desde o início da década de 1970 e pertencente a empresa Alpargatas (São Paulo Alpargatas S.A.).

## Descrição
Lançada em 1961, foi sucesso de vendas na décadas de 1970 e descontinuada, sua produção, em 1992. Fabricado em lona e borracha, em sua primeira edição, era semelhante a uma conga e possui características do all star e kichute. Eram usados em geral para fazer exercícios físicos e para ir a escola. Devido seu baixo valor comercial, foram vendidas milhares de unidade ao longo do tempo no Brasil e em países da América do Sul até a década de 1990, quando os tênis importados tomaram parte do mercado.
Na década de 2000 foram relançados no mercado brasileiro com as mesmas característica de 30 anos atrás, porém com novas cores e formatos seguindo as tendências retrôs da moda.